# محرك غاضبون (فلم)
يقود بغضب هو فيلم أمريكي 2011 من بطولة نيكولاس كيدج وإخراج باتريك لوسير. وصدر في 25 فبراير 2011.

## روابط خارجية
- مقالات تستعمل روابط فنية بلا صلة مع ويكي بيانات